# 蓋酷家庭角色列表
本文介绍动画片《蓋酷家庭》中的人物角色。

## 格里芬一家 （葛家）
- 彼得·格里芬 - 父亲——台譯葛痞德，由黃天佑、吳文民(重配版)(台)配音。
- 露易絲·格里芬 （英語：Lois Patrice Griffin，前姓盧）- 母亲——台譯盧拉拉，由林美秀(台)配音。
- 梅根·格里芬 （英語：Megatron "Meg" Griffin） - 女儿——台譯葛莉，由詹雅菁、賀世芳(EP.01-EP.05)、馮友薇(重配版)(台)配音，台詞完全是台語發音。
- 克里斯多福·格里芬 （英語：Christopher Cross "Chris" Griffin）- 大儿子——台譯葛馬藍，由陳余寬、符爽(重配版_)和劉如蘋配音。
- 史杜伊·格里芬（英語：Stewart Gilligan "Stewie" Griffin） - 婴儿小男孩——台譯葛屁，由馮嘉德或龍顯蕙(台)配音。
- 布萊恩·格里芬 （英語：Brian Griffin）- 会说话的家庭宠物狗——由符爽(台)配音。

### 亲属

#### 彼得的家庭
- 弗朗西斯·格里芬(Francis Griffin) (已故)

配音：查理士·邓宁（美國）
彼得的吹毛求疵的父亲，在《Peter's Two Dads》這一集中，騎單輪車的彼得從樓梯上摔落时意外壓死他，在該集後彼得才發現他不是他的親生父親。曾經在《恶搞之家》中以鬼的樣子出現。
- 西爾瑪·格里芬(Thelma Griffin)

配音：Florence Stanley→Phyllis Diller（美國）
弗朗西斯的前妻，Peter的親生母亲。83 岁，具有花白的头发与明显的位于眼下的皱纹。 她常戴着紫色的耳环与紫色的珠子项链。她也跟她儿子与丈夫一样戴眼镜，同时也是位严重的吸烟者。她在弗朗西斯去世之前与他离婚，因为她“有他没有满足的需求”離婚後曾短暫與新聞主播湯姆·塔克結婚，也在該集離婚。
- 米奇·麥克菲尼根(Mickey McFinnigan)

配音：塞思·麦克法兰（美國）
彼得的爱尔兰裔的親生父親。在《Peter's Two Dads》这一集提到，在彼得出生之前，西爾瑪·格里芬在去爱尔兰旅游中与他发生了关系。他是当地的酒鬼，这在当地是一项极高的荣誉。他起初不相信彼得是他的儿子，直到彼得在一次喝酒比赛中战胜了他，他才把彼得当儿子看待。
- 內特·格里芬(Nate Griffin)

彼得的黑人祖先。 最初出现在《Peter Griffin: Husband, Father...Brother?》这一集中。 他是塞拉斯·皮尤特爾施密特的奴隶，但是与萝爱斯在"Laura Bush Lynne Cheney"這一集相爱并秘密地发生了关系。在事情被塞拉斯发现以后，他带着一家逃到了奎霍格市。
- 伯特倫(Bertram)

配音：Wallace Shawn（美國）

#### 萝爱斯的家庭
- 卡特‧皮特施密特(Carter Pewterschmidt)（台譯陸伊龍） – 亿万富翁的实业家，并拥有美国钢铁公司与CNN。后者是他在牌桌上从泰德·透纳手里赢来的。芭芭拉的丈夫，萝爱斯、卡蘿爾、与派屈克的父亲。十分瞧不起出身贫微的Peter，并经常嘲弄他。[1]由李香生(台)配音。

- 芭芭拉‧皮特施密特(Barbara Pewterschmidt) （台譯盧美珠）– 卡特的妻子，萝爱斯、卡罗尔与帕特里克的母亲。由丘梅君(台)配音。

- 卡蘿爾·韋斯特(Carol West)'（台譯盧小小） – 路易絲·格里芬与派屈克‧皮特施密特的妹妹，卡特与芭芭拉的女儿。 她曾有过9任丈夫，全部以离她而去告终。之後與亞當·韋斯特結婚。 在《不可能的排放 Emission Impossible》这一集中她曾有过一个孩子。

- 派屈克‧皮特施密特(Patrick Pewterschmidt) - 萝爱斯的哥哥。在误撞见其母亲与Jackie Gleason做爱后，他被父母关进一所精神病院。由Robert Downey Jr.配音。

- 塞拉斯‧皮特施密特(Silas Pewterschmidt) (已故) - 皮特施密特家族的祖先。 最早的美洲大陆殖民者之一。 曾经用刀抵住婴儿的喉咙并用其性命来与当地土著印第安人交换玉米。拥有彼得的祖先Nate Griffin作为奴隶。与他的后代卡特有很明显的共同之处。

- 路易絲·勞拉·布什·琳恩·切尼‧皮特施密特(Lois Laura Bush Lynne Cheney Pewterschmidt) (已故) - 塞拉斯‧皮特施密特的女儿。与彼得的黑人奴隶祖先內特·格里芬秘密相爱并组建了家庭，被其父亲发现后随全家一起逃到了奎霍格市。与她的后代萝爱斯具有明显的相似之处。

#### 布萊恩的家庭
- 比司奇(Biscuit) (已故)

布萊恩的母亲。 她在死后被其看管者制成了标本并当作茶几使用。当布萊恩发现以后，他与史杜伊把她偷走并埋葬在了当地的一座公园里。
- 賈斯珀(Jasper)

布萊恩的夸张而且女人气的堂兄。同性恋，经常讲黄色笑话。自我形容为“rice queen”（一类专门喜欢亚裔的同性恋）。他与一位菲律宾男人结婚。 布萊恩在搬到好莱坞寻找当编剧家的机会的时候与賈斯珀住在一起。  賈斯珀住在洛杉矶并且在地中海俱樂部教授舞蹈。 他是在剧中除了布萊恩与陶德之外唯一活着的拟人化的狗（不包括曾短暂地出现过的与亞當·韋斯特打牌的几只狗，其中一只曾经也说过话）。
- 里卡多(Ricardo)

賈斯珀的生活伴侣， 在《You May Now Kiss the...Uh...Guy Who Receives》这一集中二者结婚。他不会说英语，在一个被删节的场景里，他甚至没意识到自己已经与賈斯珀结婚。
- 迪倫·弗藍尼根(Dylan Flannigan) - 布萊恩的人类儿子，在《The Former Life of Brian》这一集中被介绍。迪倫由布萊恩的前女友所生。在他们的关系结束并且迪倫出生后，布萊恩的前女友变得贫困并且体重超重，无心照看迪倫。这使得迪倫成了一位没有规矩的不良少年。尽管他起先对布萊恩怀有敌意，但经过与布萊恩的共同生活，他有了彻底的改变，并且重新跟他的母亲住在了一起，因为他打算像布萊恩对他一样好好照顾母亲。不过史杜伊曾因年龄而怀疑他与布萊恩血缘关系的真实性，因为迪倫十三岁，而布萊恩才7岁。

#### 其他角色
- 陶德(Todd) (已故) - 布萊恩一家以前养的狗，他死后格里芬一家收留了布萊恩。与布萊恩一样，这只狗与人类似。他享年15岁。

- 帕菲(Fluffy)

- 西布理茲(Seabreeze) - Pewterschmidt家的狗，一只获过奖牌的格雷伊猎犬。布萊恩与她在 "Screwed the Pooch"这一集中发生过关系，但这之前Ted Turner已经让她怀孕。

- 奧萊恩(O'Brian) - 一只会说话的绵羊，归米奇·麥克菲尼根所有。正如米奇与彼得的相似的形象，他与布萊恩的角色很相像。[7]

## 其他家庭

### 奎麥爾一家 （偽家）
- 格倫·奎麥爾(Glenn Quagmire) - 格里芬一家的邻居，彼得最老的朋友。[8]格倫是一名飞行员。他以性变态闻名，经常对路易絲抱有幻想并曾经偷看过路易絲上厕所，以及偷拍梅格上廁所。配音員爲塞思·麥可法蘭，台灣配音爲曹冀魯。

- 瓊·奎麥爾(Joan Quagmire)(已故)
- 查米絲·奎麥爾(Charmise Quagmire) - 小寶的妻子。(離婚)
- 貝貝·奎麥爾 - 小寶的女兒，父女間還是有聯繫，感情很好。

### 斯旺森一家 （喬家）

乔·斯旺森

- 喬·斯旺森(Joe Swanson) - 格里芬一家彼得好友中患有截瘫的邻居（他在当警察的时候负伤致残）。有严重的控制情绪问题。由Patrick Warburton配音[9]台灣配音員為周學禮。

- 邦妮·斯旺森(Bonnie Swanson) - 喬的腼腆妻子。 她自打在《恶搞之家》中开始出现就已经怀孕。由Jennifer Tilly配音。

- 凱文·斯旺森(Kevin Swanson) - 喬和邦妮的儿子。梅格曾经喜欢过他并与他交往过。[10] 由塞思·麦克法兰配音，而第九季感恩節登場的冒牌貨由Jon Cryer配音，台灣配音爲陳余寬。

- 蘇西·斯旺森(Susie Swanson) （台譯小英）- 喬和邦妮的女兒，沒有台詞只有內心獨白。

### 布朗一家 （達家）
- 克里夫蘭·布朗(Cleveland Brown) -(台譯達叔) Peter Griffin的邻居也是好友之一。是剧中为数不多的重复出现的美国黑人角色。[11]台灣配音爲陳余寬。

- 洛蕾塔·布朗(Loretta Brown) - 克里夫蘭的前妻，克里夫蘭二世的母亲。因为克里夫蘭的令人无聊的性格，她对待克里夫蘭态度很差。这也是她背着克里夫蘭与格倫·奎麥爾混在一起并最终离开克里夫蘭的主要原因。在克里夫蘭秀時被提起因為癖德的「意外」而身亡。

- 克里夫蘭·布朗二世(Cleveland Brown, Jr.) - 克里夫蘭与洛蕾塔的儿子，具有过度兴奋的个性.

- 唐娜·塔布斯·布朗(Donna Tubbs-Brown) （台譯阿珍） - 克里夫蘭的第二位妻子，在克里夫蘭秀第一季結婚，並與節目結束後克里夫蘭一起搬回下港鎮。台灣配音爲馮嘉德。

- 羅貝塔·塔布斯(Roberta Tubbs) 唐娜的女兒及克里夫蘭的繼女。目前為止在蓋酷家庭裡沒有台詞。

- 羅羅·塔布斯(Rallo Tubbs)  - 唐娜的兒子及克里夫蘭的繼子。

### 戈德曼一家 （黃家）
- 莫特·戈德曼(Mort Goldman) （台譯黃金漢）- 一位犹太裔的药剂师，彼得的好友之一。 患有各种莫名其妙的令人尴尬的生理疾病。
- 穆麗爾·戈德曼(Muriel Goldman)（已故）- 莫特的妻子。
- 尼爾·戈德曼(Neil Goldman) - 莫特与穆麗爾的令人讨厌的儿子，曾经对梅格一见钟情。

### 塔克一家 （罩家）
- 湯姆 塔克(Tom Tucker) - 当地新闻广播员，在第五频道工作。在S09E01中，黛安謀殺了詹姆士·伍茲、德里克·威爾科克斯、斯蒂芬妮、穆麗爾·戈德曼和Priscilla，並陷害了湯姆。湯姆因犯罪被送進監獄。在Lois發現黛安是真正的殺手之後，被無罪釋放。他在"Excellence in Broadcasting", 提到戴安娜的死亡和她的謀殺。 由塞思·麦克法兰配音。

- 絲泰西·塔克(Stacy Tucker) - 湯姆的第二任妻子，傑克的继母。在剧中有过暗示她与湯姆已经离婚。[12]

- 傑克·塔克(Jake Tucker) - 湯姆 塔克的残疾儿子，克里斯的前同班同学。他的脸是上下倒置的。在《It Takes a Village Idiot, and I Married One》这一集中，傑克的脸曾经由于沾染被污染的湖水而短暂地恢复正常。

### 坎貝爾一家
裸体主义 家庭， 在《From Method to Madness》这一集中第一次出现。戴夫与多蒂在《Road to Europe》这一集与DVD《Stewie Griffin: The Untold Story （页面存档备份，存于）》的结尾短暂地出现过。
- 戴夫·坎貝爾(Dave Campbell) – 裸体主义者。戴夫曾经溺水被彼得及船员救起。他是多蒂的丈夫，傑夫的父亲。他也是一位Kiss乐队粉丝俱乐部的成员。由Fred Willard配音。

- 多蒂·坎貝爾(Dottie Campbell) – 裸体主义者。 戴夫的妻子，傑夫的母亲。

- 傑夫·坎貝爾(Jeff Campbell) – 戴夫与多蒂16岁的儿子。傑夫也是一位裸体主义者，并且曾经与梅格·格里芬交往过；但他们的关系在后来再也没有确立过。

## 彼得的同事

### Happy-Go-Lucky玩具厂
- 喬納森·威德(Jonathan Weed) (已故) - 彼得所在玩具工厂的老板。他说话带有西班牙口音，曾经被员工们形容为娘娘腔的怪胎。他经常被暗示为一位同性恋者。他否决了彼得几乎所有的提议，主要是因为它们绝大多数都对公司有害无利。他曾经许多次解雇并几乎解雇彼得。他在一集中被邀请到格里芬家里晚餐，在餐桌上他刚刚提升彼得为产品研发经理就被食物噎死。在他的遗嘱里，他将工厂摧毁来为一所末期绝症医院来铺路。由Carlos Alazraqui配音。[13]

- 帕斯奎爾(Pasqual) 与 桑托斯(Santos) – 与Peter一起工作的渔夫，葡萄牙移民。其中一人在葡萄牙曾经是心脏内科医师。他们从来不说英语，与说英语的人交谈时也是如此。他们在《The Cleveland-Loretta Quagmire》这一集中救过喬·斯旺森的命。 奇怪的是，他们说话带有很清晰的巴西口音，而他们的葡萄牙语倒是时常显得很不正宗。在剧中彼得由于雇佣不起他们而不情愿地决定用枪毙了他们。他们逃走后直到《Padre de Familia》这一集才重新出现，并受雇于醉酒蛤蜊酒吧。Peter似乎并没认出来他们。在《8 Simple Rules for Buying My Teenage Daughter》这一集中他们还曾应聘过史杜伊的保姆，并很快便被史杜伊否决。[14]

### 寶德克特酿酒厂
- 安琪拉(Angela) - 彼得的主管人，负责运输部门。在剧中不断地授予奧培月度最佳员工并提升他。至于是因为她认为奧培比彼得要更能干还是由于她厌恶彼得或者两者都是则不得而知。由凯瑞·费雪配音。
- 奧培(Opie) - 彼得的工友，经常或得月度最佳员工。奧培是一个十分严重的智障。他有着糟糕的发型，说话含糊不清，穿着不同双的鞋，喜欢咬别人的手指。

## 学校人物

### 詹姆斯·伍茲地方高中(James Woods Regional High)
- 康妮達米科(Connie D'Amico) – 学校里最受欢迎的女孩。经常以自以为是的形象出现。不喜欢梅格并经常与朋友一起对梅格做恶作剧。由Lisa Wilhoit配音。

- 羅布·伯樂(Rob Berler) – 梅格的老师。他认为梅格不应该与受欢迎的小圈子混在一起。当他发现时，他会命令梅格去别的地方自己玩。[15] 他曾经不小心把电视片《新星》的录像带录成了自己与妻子的性爱录像带，其中显示他是一位异装癖。[16] 他在剧中也似乎崇拜吸血鬼。[17]

- 謝潑德(Principal Shepherd) – 学校校长。 总是穿着一件印有“校长”字样的T恤。在《When You Wish Upon a Weinstein》这一集中显示他是犹太人。由Gary Cole配音。

- 克雷格·霍夫曼(Craig Hoffman) – 一个学校里的叛逆学生。梅格曾想与其交往。他宣称决不听从任何人的规定，甚至是他自己的。以《恶搞之家》的作者克雷格·霍夫曼命名。

- 莎拉(Sarah) - 梅格的女同性恋同学以及Gay/Lesbian Alliance Club的成员(或主席)。 曾经短暂地被梅格吸引。

- 肖娜·帕克斯(Shauna Parks) - 一位教11年级历史课的美国黑人女教师。与布萊恩在《Peter's Got Woods》这一集中交往过，并鼓动布萊恩争取把学校的名字改为马丁·路德·金高中。由Gabrielle Union配音。

- 吉米(Jimmy) - 当梅格需要约会时，梅格的后备男友。他经常用一些荒唐的举动来找借口不跟梅格出去约会（比如用气钉枪射击自己的胸部或者蓄谋杀害自己的兄弟）。

## 第五频道 (Quahog Channel 5 News)
- 湯姆 塔克(Tom Tucker)  – 新闻主播。

- 黛安·西蒙斯(Diane Simmons) – 新闻主播与脱口秀女主持人。在《The King is Dead》这一集中显示，她的本名曾经是Diane Seidelman。她与同事Tom Tucker经常在直播节目中互相羞辱。在"And Then There Were Fewer"，戴安娜透露她已經40歲了。在"And Then There Were Fewer"中殺了5為角色，並嫁禍給湯姆 ，在Lois發現她是真正的殺手之後打算將Lois殺死 ，在扣動扳機之前她被Stewie狙殺並從懸崖上墜落而死 由Lori Alan配音。

- 特里西亞·高輪(Tricia Takanawa) （台譯鬍停停）(Alex Borstein) 第五频道新闻的主要通讯记者。[18] 与她其他新闻同事相反，她展现出一幅坚忍的形象。她以单调、鼻音很重的嗓音以及面部自始自终毫无表情为特点，即使在她笑[19] 甚至做爱[20]的时候也是如此。只有一次当她见到大衛·鮑伊的时候完全失去了自控。[21]黛安曾在剧中确认过她是日本人。在《North by North Quahog》这一集中，她由于是亚洲人而被禁止进入酒店。[22]台灣配音員是詹雅菁。

- 奧利·威廉(Ollie Williams) (Phil LaMarr)第五频道新闻里的天气播报员。[21] 他是一位美国黑人，与特里西亞·高輪类似，这个角色是对种族象征主义的一种嘲讽。奧利在剧中只会大声、简短、快速地喊一些像“要下雨！”这样的短句。湯姆会随后用“谢谢奧利”来做回应，而后立即转入下一个新闻。迄今为止奧利在剧中最长的露脸是在DVD《Stewie Griffin: The Untold Story （页面存档备份，存于）》的开始一段中。[23][24]

- 喬伊絲·金尼(Joyce Kinney)（台譯黃芋聞）-新聞女主播 常與湯姆·塔克出現在新聞節目上。台灣配音員是馮嘉德。

## 超自然角色
- 耶稣 – 负责在奎霍格市周边执行各种奇迹。他在《恶搞之家》的形象被故意刻画成罪孽深重以产生喜剧效果。他在圣经中的年代与现代的奎霍格市出现。他在过去的种种神迹在剧中被描述为完全是言过其实。他真正做过的只不过是同时唱歌、跳舞跟玩一些看上去很愚蠢的手指魔术小把戏。尽管如此，在现代世界里，耶稣能够做出特别的事情。比如将水变为迪斯科舞厅（连同一个迪斯科厅的灯光彩球，70年代的衣装以及随着他的响指而突然响起的迪斯科音乐）。在《Petergeist》这一集中史杜伊宣称耶稣是中国人，他的全名其实是“洪耶稣”，并且他自己都不知道人们从哪里得来的“基督”一说。但这很可能只是一集里的玩笑。他也明显比大家所认为的那样要矮，据他自己说是因为在圣经年代对人物比现代人身材都要矮小。这一点也可能只是一集里的玩笑，因为在其它时间里他都是正常人身材。由塞思·麦克法兰配音，台灣配音員爲不固定 。

- 上帝 - 他似乎被有意刻画为一个该受天谴的形象，常在奎霍格市以及天堂中出现。经常懊悔自己在圣经中的作为。他被描绘为一个喜欢与女士调情的人，尽管他曾经不小心在酒吧用雷劈死过一位女士。他也被描绘为一个酒鬼。由塞思·麦克法兰配音。台灣配音員爲不固定 。

- 死神 – 收割死者的灵魂。他被刻画成一个典型的失败者形象，与母亲同住，患有哮喘并从来没有成功的约会过。由Norm Macdonald在“Death is a Bitch”这一集中配音，之后其它集中都由Adam Carolla配音。 他的形象是一副穿着黑色长袍的骨架，很少除去自己的帽兜。在帽兜下是一个人类头骨，蜘蛛与蛇在头骨的眼窝，嘴巴以及耳朵空中爬进爬出。曾经有一次用自己的头骨眼窝来做开瓶器。他显然十分痛恨自己实际上已经没有生命并且没有臀部（“I am minus an ass”）。 他对自己的工作并不是十分在行，经常被伪装的死亡欺骗。彼得一家与他有着不错的关系。他也拥有时间旅行的能力。台灣配音員爲不固定 。

## 其他角色
- 亞當·韋斯特(Adam West) – 奎霍格市的市长，由真实生活中的配音。极度的无能与荒唐古怪，表现出严重的妄想症与精神疾病。台灣配音爲黃天佑。

- 艾爾·哈靈頓(Al Harrington) - Barber Shop 四重唱 – 出现在《The Cleveland-Loretta Quagmire》这一集中与Peter一起来用一首四重唱《你得了艾滋病》来告知一位病人其艾滋病诊断结果。他们第二次露面是在《Sibling Rivalry》这一集中，也是用歌曲来向彼得解释什么是输精管切除术。

- 伯尼絲(Bernice) - 克里夫蘭的新女友，也是自打克里夫蘭与洛雷塔离婚后的第一个女友。 她最早在《Believe It or Not, Joe's Walking on Air》这一集中出现。由Wendy Raquel Robinson配音。

- 演奏藝術家布魯斯(Bruce the Performance Artist) - 留有胡子的男人，用一种平缓、拖长并有些轻微口齿不清的语调说话，经常使用口头语“Oh noooo”。他在《Chitty Chitty Death Bang》这一集中第一次出现。他的名字Bruce直到第五季《No Chris Left Behind》这一集中才被揭示。在《The Cleveland-Loretta Quagmire》这一集中，他教授CPR课程；在《Peter's Got Woods》与《No Chris Left Behind》中他出现在詹姆斯·伍茲地方高中的学校董事会上；在《Petergeist》这一集中，他是一位印第安土著的灵媒；在《Peter's Two Dads》中，他又成了一位催眠者；在《Star Wars》中，他饰演Greedo这个角色。此外剧中一些非人类角色（如蜜蜂等）的声音与动作与布魯斯是完全一样的。由Mike Henry配音。

- 布魯斯·卡普蘭医生(Dr. Bruce Kaplan) – 布萊恩的心理治疗师。他以一种十分平静、安抚的语调说话。在《Brian in Love》这一集中，卡普蘭医生帮助布萊恩意识到自己对路易絲的爱慕之情。起先由Sam Waterston配音，后由Wally Wingert配音。

- 巴茲·基靈頓(Buzz Killington) - 一位来自19世纪早期的穿着考究的英国人。他名字由來源自"buzzkill"。他到目前为止共出现过两次，分别在《Whistle While Your Wife Works》《Believe it or Not, Joe's Walking on Air》这两集中。他是一位在19世纪早期大家会认为很酷的角色，但是在现代是一位让人感到无聊至极的角色。

- 卡爾(Carl) - 奎霍格便利店的店主。他是克里斯的老板，并且曾经是梅格的老板。他用一种平缓，单调的语气说话，并且对周边发生的一切都像是没有任何情绪化。他曾在剧中短暂而且不定期地出现，经常讨论一些女演员的话题。他第一次露面是在《Deep Throats》这一集中。他在《Movin' Out (Brian's Song)》这一集里先后雇用了梅格与克里斯，并且因为对电影的共同兴趣与克里斯成了朋友。由H. Jon Benjamin配音。

- 埃爾默·哈特曼医师(Dr. Elmer Hartman) – （台譯賴人醫）一位在当地医院工作的医师。因为他并不擅长于自己的工作，所以在剧中被每一个治疗过的病人都告上了法庭（但是在第六季中，他被描写为一位不错的医生）。哈特曼医师也是史杜伊的儿科医师。他以用各种多重含义的词语来告之彼得的健康情况而出名，这些词语刚开始听上去都像是彼得得了十分糟糕的病，但随即就会解释成另外一种含义。例如“现在，关于这个癌症……你是巨蟹座的没错吧？你是七月份出生。”（在英语中“癌症”与“巨蟹座”是同一单词Cancer）。他由塞思·麦克法兰配音。（麦克法兰在几集DVD的评论中指出过哈特曼医师与路易絲的父亲的配音是几乎一样的；在《Believe it or Not, Joe's Walking on Air》这一集中的一个场景里，这一点被直接作为一个笑话出现在剧中。）该角色是根据塞思·麦克法兰的好友Butch Hartman命名，他的真实名字是埃爾默，是节目《The Fairly Odd Parents》与《Danny Phantom》的创作者。

- 巨雞歐尼(Ernie the Giant Chicken) - 一只与彼得有深仇大恨，人型大小的黃色大公鸡。他们之间的仇恨最初源于歐尼给了彼得一张过期的优惠券，之后他们就大打出手，在《No Chris Left Behind》这一集中，[25][26] 透露他名字为歐尼，他的妻子妮可也是一只人型大小的鸡。在該集中，歐尼本來與彼得相約吃晚餐講和，但雙方最終因為爭付鈔請客，且彼得對妮可說了一些無禮的話而再次大打出手。歐尼在剧中出现了四次，最近的一次是在《Internal Affairs》一集中的大製作版雞打架（Epic Chicken Fight）。當歐尼與彼得扭打時，他們絲毫不會顧慮週遭情況，並會隨手利用身邊物件當作武器、甚至強搶車輛衝撞對方，誓要將對方置諸死地。他們這種毫無底線的打鬥往往會變得十分复杂，對奎霍格市造成嚴重破坏，旁人傷亡慘重。彼得每次都最终打赢了歐尼，但是每当彼得以為已將歐尼打死了，并帶着滿身傷痕走开之后，歐尼总是未死，暗示他們的打斗将会在以后的剧中再度出现。[27]

- 妮可(Nicole) – 巨雞歐尼的妻子，是一隻人型大小的白色大母雞。首次出現在《No Chris Left Behind》这一集中，陪同歐尼一同與彼得吃晚餐講和。在第16季第4集《Follow the Money》中，妮可在咖啡店遇見歐尼與盧拉拉約會，辱罵對方是「婊子」，結果觸發盧拉拉與她大打出手。不過她們在這場「雞打架」中只一直在互相掌摑，沒有造成嚴重破壞。

- 邪惡猴子(The Evil Monkey) – 一只住在克里斯衣橱里的猴子，常常用威胁地表情用手指向克里斯。克里斯多次告诉大家邪惡猴子的存在，但到目前为止只有史杜伊相信他。在剧中，这只猴子本来并不邪恶，但当他发现自己的妻子有了外遇后变得开始用邪恶的表情来指人。在《It Takes a Village Idiot, and I Married One》中所示，他现在成了耶和华见证人。其他见过这只猴子的角色只有彼得（在《Stewie Loves Lois》这一集中）与布萊恩的儿子迪倫（在《The Former Life of Brian》这一集中）。彼得把这只猴子错当梅格，所以他仍不知道邪惡猴子的存在。迪倫则把邪惡猴子痛扁了一顿。尽管一开始邪惡猴子只是作为很小的搞笑片断在剧中出现，但他在《恶搞之家》粉丝中很受欢迎。

- Greased Up Deaf Guy –
- Herbert （台譯白杯杯）– 一个年纪很大的恋童癖，居住在离格里芬一家只隔一条街的地方，并经常试图猥亵馬藍。[28] 由Mike Henry配音。

- 霍勒斯(Horace) - 醉酒蛤蜊酒吧的老板兼侍者。这个角色在声音上与John Belushi在《Animal House》中的角色及其相似。由John G. Brennan配音。

- 詹姆斯·威廉·博特姆土司三世(James William Bottomtooth III)  - 他有一个十分夸张的巨大下巴，并且他说的话是无法让人听懂的。他在《You May Now Kiss the...Uh...Guy Who Receives》这一集中拒绝在反对亞當·韋斯特的禁止同性恋结婚的请愿书上签字，因为他称自己为一位信奉正统派基督教的基督徒。他有一个儿子名为詹姆斯·威廉·博特姆土司四世，在莫寧塢學院上学。与其父亲一样，他也有着一个巨大的下巴以及口齿不清。

- 傑西(Jesse) - 赫伯特的年長宠物狗。由于已经不能用后腿支撑起身体，他只用前腿支撑身体并拖着自己身体其余部分在地上行动。

- 吉利安(Jillian) - 布萊恩的金发女友，身材十分火辣，但也及其愚蠢，出现在《Whistle While Your Wife Works》、《Prick Up Your Ears》、《Chick Cancer》、《Barely Legal》、《Boys Do Cry》以及《Movin' Out（Brian's Song）》这几集中。是唯一一位布萊恩交往过超过一集的女友。布萊恩与她交往纯粹是为了生理需要，史杜伊与路易絲则常拿她的愚蠢开玩笑。她有神经性厌食症，使得她已经没有了经期。当不想与她外出时，布萊恩经常用手电筒光来分散她的注意力。在《Movin' Out（Brian's Song）》这一集中，当她发现布萊恩不情愿与她住在一起的时候，与布萊恩分手，并选择与德里克开始约会。由德鲁·巴里莫尔配音。

- 吉姆·卡普蘭(Jim Kaplan)'- 奎霍格市的法官。他在剧中负责审理所有的案件。他的审理经常不顾事实而偏向被告。他的真实姓名从来没在剧中出现过。由Phil LaMarr配音。

- 小球僮經理帕迪·坦尼格(Paddy Tanninger the Caddy Manager) (已故)

- 菲尼亞斯和巴納比(Phineas & Barnaby)

- RJ

- 魯伯特(Rupert) – 史杜伊最喜爱的泰迪熊。史杜伊认为魯伯特是活的，且是同性恋。

- 謝默斯(Seamus) - 一个见多识广的老水手。他的腿与胳膊都是木头做的，说话带有海盗口音。尽管手脚都是木头块，他还是可以跳舞，演奏管风琴并且跟章鱼搏斗。Seamus经常故意寻求说话或者做事的戏剧性与喜剧效果，但却经常尴尬地询问众人的看法或者总结他前面说过的话从而毁掉了本来戏剧化或者喜剧化的效果。

- 斯蒂芬(Steve) - 一个患有肌肉萎缩症的人，是斯蒂芬·霍金的嘲讽角色。他最开始出现在《Ready, Willing, and Disabled》这一集中，作为Joe的残疾人运动会对手。《Brian Goes Back to College》这一集中他再次以布萊恩在布朗大学学习时的物理学教授出现。在该集中他有一位妻子，并且也患有肌肉萎缩症。

- 德里克·威爾科克斯(Derek Wilcox) - 德里克是吉利安的丈夫，她在《We Love You，Conrad 》這集中結婚。他會說法語和普通話。能夠做很多有趣的事情, 如修復一個折斷的手肘或捉住三個掉落的葡萄酒酒杯而不灑一滴。在S09E01中被黛安·西門斯殺害

- 韋恩和約翰尼(Vern and Johnny) （已故）

### 脚注
1. ↑  (Callaghan 2005，第45, "Carter & Barbara Pewterschmidt".頁)
2. ↑   Gary Janetti (writer). . . 第2季. 第13集. 2000-05-30. 福克斯广播公司.
3. ↑   David A. Goodman (writer). . . 第4季. 第25集. 2006-04-30. Fox Broadcasting Company.
4. ↑   Gary Janetti (writer). . . 第3季. 第2集. 2001-07-18. Fox Broadcasting Company.
5. ↑   Steve Can (writer). . . 第3季. 第1集. 2001-07-11. Fox Broadcasting Company.
6. ↑  (Callaghan 2005，第133, "Jasper".頁)
7. ↑   Danny Smith (writer). . . 第5季. 第10集. 2007-02-11. Fox Broadcasting Company.
8. ↑  (Callaghan 2005，第153, "Quagmire".頁)
9. ↑  (Callaghan 2005，第031, "Joe Swanson".頁)
10. ↑   Matt Weitzman and Mike Barker (writers). . . 第1季. 第5集. 1999-05-05. Fox Broadcasting Company.
11. ↑  (Callaghan 2005，第27, "Cleveland Brown".頁)
12. ↑   Tom Devanney and Seth MacFarlane (writers). . . 第5季. 第2集. 2006-09-17. Fox Broadcasting Company.
13. ↑   Steve Callaghan (writer). . . 第3季. 第9集. 2001-09-05. Fox Broadcasting Company.
14. ↑   Patrick Meighan (writer). . . 第4季. 第8集. 2005-07-10. Fox Broadcasting Company.
15. ↑   Mike Barker and Matt Weitzman (writers). . . 第2季. 第14集. 2000-06-06. Fox Broadcasting Company.
16. ↑   Michael Rowe (writer). . . 第4季. 第19集. 2006-01-08. Fox Broadcasting Company.
17. ↑   Mike Barker and Matt Weitzman (writers). . . 第3季. 第5集. 2001-08-08. 福克斯广播公司.
18. ↑  Family Guy episode: "Da Boom"
19. ↑  Family Guy episode: "Death is a Bitch"
20. ↑  Family Guy episode: "Brian in Love"
21. 1 2  Family Guy: Stewie Griffin: The Untold Story opening segment
22. ↑  Retrieved from "http://familyguy.wikia.com/wiki/Tricia_Takanawa （页面存档备份，存于）"
23. ↑   The popularity of the character has lead to him having his own weather website of Toronto, Ontario, based on his "BlaccuWeather" station.
24. ↑  .   [2008-05-04]. （原始内容存档于2008-05-05）.
25. ↑  resulting in Peter walking home to resume his conversation with Lois, who hasn't moved from her spot since the fight started.
26. ↑  . TV.com.   [2007-12-10]. （原始内容存档于2008-01-26）. At five minutes and ten seconds, this is the longest non-plot-developing scene in the entire series.
27. ↑  . TV.com.   [2007-12-10]. （原始内容存档于2008-01-26）.
28. ↑  (Callaghan 2005，第173, "Herbert".頁)